# Evert Elsenaar
Evert Elsenaar (Wageningen, 27 juni 1892 – Voorburg, 25 februari 1965) was een Nederlands klarinettist, fluitist, dirigent en musicograaf.
Hij was zoon van schilder Jacob Elsenaar en Gerrigje Verwoert. Everts zuster Maria Francine huwde met stadsmuzikant Jan Lafeber, zoon van een paukenist. Hijzelf trouwde met opgave van beroep militair met Helena Margaretha van Dee.
Hij kreeg zijn muziekopleiding van J. en A. van der Kley op dwarsfluit en klarinet. Later volgde studies bij Jac. Hartog, Simon van Milligen, Christiaans en Willem van Kalmthout. Hij werd vervolgens fluitist/klarinettist in militaire orkesten. In 1918 werd hij benoemd tot docent aan de Muziekschool van de Toonkunst in Nijmegen, gevolgd door een aanstelling aan de Volksmuziekschool aldaar. Voorts was hij enige tijd dirigent van het plaatselijk orkest van Wageningen. Elsenaar was van belang voor de amateurmuziek (zat bijvoorbeeld in de jury van Stichting d’Oprechte Amateur) en was een van de eersten die daarover op de Nederlandse radio gewag van deed. Hij schreef verhandelingen over muziek in binnen- en buitenland. Van zijn hand zijn ook Beknopte geschiedenis van de koorzang (met Anton Averkamp, Lispet, 1956), De klarinet, haar ontstaan, ontwikkeling, akoestische verhoudingen enz. (Lispet 1928, nog in 1980 herdrukt), Operafantasieën, De saxophone (Lispet, 1943), De trombone (Lispet, 1947) en De geschiedenis der slaginstrumenten (Lispet, 1956). Met zijn inkomsten kon hij werken als (hoofd)redacteur van de door hem opgerichte  muziektijdschriften als Symphonia, Musica en Euphonia.
In 1934 werd hij administrateur van het Arnhemse Orkest Vereniging. Hij werd daartoe gevraagd omdat hij daarvoor initiatiefnemer was voor de Nijmeegse volksconcertvereniging. Tijdens de Tweede Wereldoorlog was hij werkzaam aan het Departement van Volksvoorlichting en Kunsten, hij was enige tijd hoofd van het Centraal Bureau voor het Orkestwezen (1941-1943). Hij werd na de oorlog wel gestraft door de Ereraad, maar die straf werd later teruggebracht tot "een verbod op beroepsuitoefening in elke vorm in het openbaar op het gebied der kunst", maar die termijn van twee jaar was toen al verstreken.
- Gemeinsame Normdatei: 1148351647
- International Standard Name Identifier: 0000 0003 9517 1787
- Nederlandse Thesaurus van Auteursnamen: 069875634
- Virtual International Authority File: 289809010
- WorldCat: E39PBJcBThgwgdWtgKRTmDGPwC